# Kōmei
Kōmei (孝明天皇, Kōmei Tennō), né le 22 juillet 1831 et mort le 30 janvier 1867, est le 121e empereur du Japon du 10 mars 1846 au 30 janvier 1867.

## Biographie
Fils et successeur de l'empereur Ninkō, son nom personnel est Osahito (統仁). Il accède au trône en l'an 3 de l'ère Kōka (1846) ; il ne détient cependant qu'un pouvoir symbolique face aux shoguns de la dynastie Tokugawa.
En 1854, il accepte de signer le traité de Kanagawa, mais n'approuve qu'à moitié celui de Harris en 1858. En 1863, il signe un décret signifiant l'expulsion de tous les étrangers, mais se retrouve dans l'obligation de ratifier le traité Harris et les « traités Ansei » en 1865.
En décembre 1866, âgé de seulement 35 ans, il contracte subitement la variole et meurt un mois plus tard dans d'atroces souffrances. Cette mort paraît suspecte, et le bruit court qu'un mouchoir, habilement contaminé par quelques conspirateurs, pourrait être à l'origine de la maladie. Les historiens japonais pensent avoir identifié en Iwakura Tomomi l'instigateur de ce crime. Son mausolée est situé en Nochi no Tsukinowa no Higashiyama no misasagi chez Sennyū-ji.
Il est le dernier empereur dont le nom posthume est choisi après sa mort. Par la suite, les noms posthumes seront choisis à l'avance et coïncideront avec le nom de l'ère du règne.

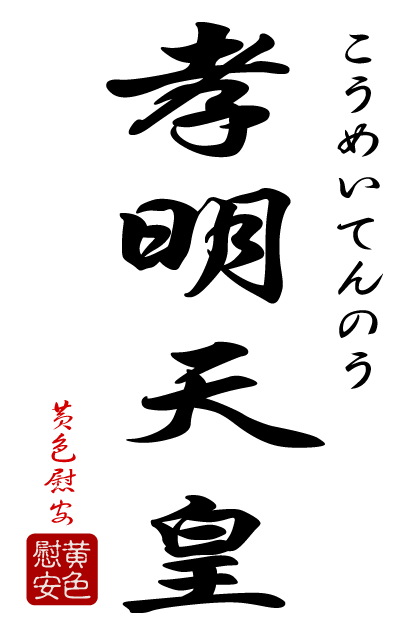
Calligraphie de « Kōmei Tennō ».

## Généalogie
Son père est l'empereur Ninkō et sa mère Ōgimachi Masako (正親町 雅子). Son épouse principale est l'impératrice Kujō Asako (九条 夙子).
Il est le père de deux fils et quatre filles, mais seul son second fils survit et devient l'empereur Meiji.

## Les ères du règne de Kōmei Tennō
- Ère Kōka (弘化), 1844 – 1848
- Ère Kaei (嘉永), 1848 – 1854
- Ère Ansei (安政), 1854 – 1859
- Ère Man'en (万延), 1860
- Ère Bunkyū (文久), 1861 – 1863
- Ère Genji (元治), 1864
- Ère Keiō (慶応), 1865 – 1868